# Солунско примирје
Капитулација Краљевине Бугарске или Солунско примирје потписано је 29. септембра 1918. на преговорима о примирју у Солуну између Краљевине Бугарске и савезника. Споразум о примирју је проистекао из захтева бугарске владе од 24. септембра за прекидом ватре. Примирје је ефективно окончало бугарско учешће у Првом светском рату на страни Централних сила, а на бугарском фронту је ступило на снагу у подне 30. септембра. Примирје је регулисало демобилизацију и разоружање бугарских оружаних снага.
Потписници примирја су били француски генерал Франше д’Епере који је заступао Антанту и комисија коју је именовала бугарска влада, а чинили су је генерал Иван Луков (члан главне команде бугарске војске), Андреј Љапчев (члан владе) и Симеон Радев (дипломат). Солунским примирјем није само договорено прекидање непријатељаства, него и напуштање територија Србије и Грчке које је Бугарска још увек окупирала.
Документ ће остати на снази све до склапања мировног уговора у Нејиу.

## Капитулација
Под утиском брзог распадања војске, незадрживоr надирања савезничких трупа и немирног стања у земљи, влада бугарског премијера Александра Малинова, сматрајући да су је Немачка и Аустроугарска оставиле самој себи још 24. септембра 1918. дошла је до закључка да је рат изгубљен и да из те тешке ситуације постоји само један излаз: да се брзим закључивањем сепаратног мира ублажи општа катастрофа земље. Бугарски парламентари, двојица официра из бугарске 2. армије, прешли су 25. септембра ујутру линију фронта код Струмице на британском сектору с писмом команданта бугарске 2. армије генерала Тодорова у коме је, по овлашћењу бугарске Владе, молио британског генерала Милна да посредује код главног савезничког команданта да се прекину војне операције за 48 часова ради упућивања делегације за преговоре о миру. Официри су одмах упућени у Солун. Упознавши се са садржајем бугарске понуде, француски генерал Франше д’Епере наредио да се један од парламентара врати натраг с одговором да се операције, из војничких разлога, не могу обуставити, а Бугари, ако желе, могу послати своје делегате да упознају савезничке владе са бугарским понудама о миру, пошто су једино оне надлежне да о том питању решавају. Начелник штаба главног команданта генерал Шарпи је у два маха у току дана обавестио мајора Маринковића о доласку бугарских парламентара, затим о садржају бугарске понуде и о одговору генерала Франше д’Епереа с налогом да о свему обавести регента Александра, војводу Мишића и српску владу. Српска Врховна команда је одмах упутила помоћника начелника штаба пуковника Петра Пешића у Солун у вези с доласком бугарских парламентара. С обзиром на тежак положај трупа на фронту, бугарска влада је тежила да се примирје закључи што пре, па је преко радиостанице на француском језику емитовала савезничкој команди у Солуну следећу поруку, која је 27. септембра 1918. ухваћена у Солуну:
Нацијама француско-енглеским: 25. септембар. Бугарска влада предложила је преко Врховне команде савезничке источне војске да ступи у преговоре за мир. Одговорите.
Сутрадан, нова порука из Бугарске:
Официр-делегат бугарске Врховне команде са предлогом о миру, да ли је пошао натраг ? Одговорите.
Обе поруке одмах су саопштене делегату српске Врховне команде. Поподне 28. септембра 1918. стигла је у Солун најављена буrарска делегација: министар финансија Љапчев, пређашњи командант 2. бугарске армије генерал Иван Луков, опуномоћени министар Симеон Радев и два официра. У Солун је, такође, допутовао отправник послова САД у Софији конзул Доминик Марфи. Шеф делегације министар Љапчев био је овлашћен да уговори услове примирја и, евентуално, закључење мира. У међувремену, генерал Франше д’Епере је добио упутства од своје (француске) владе да са бугарском делегацијом расправи и у име савезника закључи само војничко примирје, и да ће савезничка дипломатија доцније третирати закључење мира. О томе је генерал Франше д’Епере 28. септембра 1918, преко мајора Маринковића, информисао српску Врховну команду, додајући да ће Бугарима поставити следеће услове за закључење примирја: 
| - евакуацију окупиране српске и грчке територије - демобилизацију бугарске војске уз предају топова и осталог оружја, стоке, коморе итд. - предају железничког материјала са очуваним објектима - предају исправних телефонских и телеграфских линија - успостављање савезничких гарнизона у појединим важнијим местима Бугарске, успостављање српског гарнизона у Видину и Цариброду, један српски пук yћи he y Софију заједно са осталим савезничким трупама итд. |

Генерал Франше д’Епере је у истом смислу, пре подне, информисао и српског војног министра генерала Михаила Рашића. На основу наведених услова, који су такође били у складу са ставовима српске Владе и Врховне команде, 28. и 29. септембра вођени су преговори између две стране. У току преговора бугарски делегати су покушали да прикажу ратовање Бугарске на страни Немачке и Аустроугарске као пролазни неспоразум, нудећи, чак, своје трупе за борбу против Централних сила. На то је генерал Франше д’Епере хладно приметио да бугарски представници нипошто нису спонтано дошли у Солун.
Када је у једном часу Љапчев ускликнуо : „Ми постајемо виртуелно ваши савезници”. Генерал Франше д’Епере му је то оспорио, рекавши да они припадају побеђеном народу и да се морају покорити условима победника. После тога бугарски делегати су инсистирали да српске и грчке трупе не прелазе на бугарску територију, јер су страховали од одмазде за злочине које је починила бугарска војска на окупираним територијама. Међутим, Франше д’Епере је одбио тај захтев, истичући да све савезничке трупе на Солунском фронту припадају коалицији у којој су сви њени чланови равноправни: Али, и о том питању је постигнута сагласност. Регент Александар и грчки премијер Венизелос су изјавили да, у интересу брзог отклањања последица ужасног рата и успостављања поверења на Балкану, не желе да инсистирају да њихове армије прелазе бугарску границу сем у случају да одредбе о примирју не би биле извршене. После тога, представници Бугарске су примили услове примирја 29. септембра увече. У 23:30 часа Конвенцију о примирју потписали су у име Савезника генерал Франше д’Епере, у име Бугарске министар Андреј Љапчев и генерал Иван Луков. „То је било прво ратно примирје", забележио је Франше д’Епере, „које је звонило халали Централним силама, као што су Хинденбург и Лудендорф и сами признали". Према конвенцији, непријатељства су имала да престану 30. септембра 1918. у подне.
У Војној конвенцији о условима примирја између савезничких држава и Бугарске, која обухвата 7 чланова и 4 члана тајног додатка, изложени су услови о безусловној капитулацији Бугарске. Према Конвенцији, Бугарска је морала да: 
| - одмах евакуише све територије које је у току рата заузела у Грчкој и Србији и да са тих територија не сме да однесе никаква добра нити учини било какву штету - демобилише сву своју војску сем три дивизије од укупно 48 батаљона и четири коњичка пука, и то да две употреби за одбрану границе према Турској и Добруџи а једну за чување железница - сав ратни материјал демобилисаних трупа држи на одређеним местима и под контролом савезника, с тим што коње мора предати савезницима - Грчкој врати опрему 4. грчког корпуса, уколико није однесена у Немачку - трупе које су се затекле западно од скопског меридијана треба да положе оружје, а људство се третира као ратни заробљеници - одмах врати заробљенике - припаднике савезничких трупа без реципроицитета - остављено је месец дана времена да Аустроугарска и Немци повуку своје трупе и дипломатско особље У тајном додатку савезници су себи задржали право: - прелазак савезничких трупа преко бугарске територије и контролу телефонско-телеграфског саобраћаја - да поседну известан број стратегијских тачака рачунајући и Софију, под одређеним условима, односно уколико би Бугарска покушавала да избегне извршење одредаба о прекиду непријатељства - право контроле над спољним односима Бугарске - слободан приступ бродова савезничких и неутралних држава у бугарска пристаништа. |

Пошто је, на тај начин, осигурана капитулација немачке 11. армије, Бугари учињени нешкодљивим, избегнути даљи сукоби Србије и Грчке с Бугарском, а осигуравањем пролаза савезничким трупама кроз Бугарску удвостручена њихова маневарска способност, савезници су стекли све потребне услове да наставе успешне операције против Централних сила на балканском ратишту. Чим су сазнали за сепаратне преговоре у Солуну, Немци су предузели све што су могли да их онемогуће. Они су, пре свега, тежили да спрече ратификацију Конвенције о примирју у Софији упркос општем расулу бугарске војске. Да би подржали бугарског краља Фердинанда, који је и даље био за настављање борбе ради спасавања своје круне, немачке трупе су ступиле у борбу против бугарских побуњених војника, који су 27. септембра 1918. напали Софију. Борбе су вођене у предграђима до пристизања 217. дивизије с Крима, која је 1. октобра 1918. потпуно окупирала бугарску престоницу. Међутим, како су се у близини планинских превоја ка бугарској граници налазили српска 2. армија, британска војска и део грчких дивизија спремни да одмах предузму покрет према Софији, бугарски парламент је 2. октобра 1918. ратификовао примирје без излишних протеста. Следећег дана краљ Фердинанд је абдицирао у корист свог сина Бориса. Тиме је Бугарска коначно избачена из рата.
У међувремену, извршено је разоружавање бугарских трупа у саставу немачке 11. армије. Наиме, 30. септембра ујутру српска Врховна команда је примила копију текста Конвенције, укључујући и тајне чланове, као и наредбу генерала Франше д’Епереа о мерама које је требало предузети после прекида непријатељства са Бугарском. Том наредбом овлашћен је командант српске 2. армије да разоружа бугарске трупе у зони дејства своје армије и да их, пошто им одузме оружје, муницију и комору, пребаци у Бугарску. У исто време, армија је требало да се групишс западно од бугарске границе на путевима Крива Паланка — Ђустендил и Царево Село — Џyмaja, спремна да маршује на Софију да присили Бугаре на испуњење одредаба Војне конвенције уколико би они покушали да је саботирају. Српској 1. армији потврђен је задатак који јој је наредбом од 29. септембра одредио главни командант: она је, образујући општу претходницу групе савезничких армија, требало да што пре продре у Нишку област, пресече главне саобраћајнице између Бугарске и Централних сила и на северу заштити распоред савезничких армија. 3а извршење тога задатка, армија војводе Бојовића ојачана је српском Коњичком дивизијом и француском Коњичком бригадом (два пука) генерала Гамбете, док је 17. колонијална дивизија задржана код Светог Николе у општој резерви. Исто тако, главни командант је обавестио српску Врховну команду о задацима које је доделио осталим савезничким армијама: 1. група дивизија и британска војска требало је да се зауставе на достигнутим линијама и, у случају потребе, наставе операције у вези са српском 2. армијом против Бугарске; француска Источна армија да што пре образује групу од две дивизије у рејону Скопља ради операција у правцу Ниша, Софије или Косовске Митровице, зависно од развој а ситуације, с тим да остале снаге ешелонира на правцу Дебар — Тетово за заштиту левог бока од евентуалних дејстава аустроугарских снага из Албаније; најзад, грчке трупе на Струми да изврше поседање своје територије и да буду спремне за дејство према Александруполису или Пловдиву. У вези с примљеним инструкцијама, директивама и наредбама, српска Врховна команда је издала више наредаба командама армија ради прецизирања задатака армијама, поступка око разоружавања бугарских трупа, поступка са заробљеницима, као и око прегруписавања трупа, снабдевања и друго.
Међутим, пре поласка на извршење новог задатка, српска 1. армија се суочила с врло сложеном ситуацијом у вези с разоружавањем Бугара код Куманова. Јер, када је Врховна команда 30. септембра у 6:30 часова преко телефона обавестила штаб 1. армије о закључењу примирја у Солуну, према коме је требало у подне обуставити операције, армија још није била избила нa комуникацију Куманово — Крива Паланка. Пошто је непријатељ освануо на положајима позади десне обале Пчиње, Војвода Бојовић је у 10:30 часова наредио да све три дивизије пређу Пчињу и продуже наступање у духу заповести од претходног дана, тако да Моравска и Дринска дивизија пресеку комуникацију Куманово — Крива Паланка на делу пута између Страцина и Облавских висова, а Дунавска дивизија да се у току дана прикупи код Куманова како би армија у тренутку прекида непријатељства посела што повољнији положај према непријатељу. Непријатељ је пружао слаб отпор у току преподнева, сем на правцу наступања леве колоне Дринске дивизије према Дунавској дивизији. У 11:35 часова штаб немачке 11. армије био је обавештен о закључењу примирја, а у 13:30 часова на фронту су се појавили први бугарски парламентари са белим заставицама. У 13:20 часова десна колона Моравске дивизије већ је била заузела Страцин. Међутим, десна колона Дринске дивизије продужила је надирање и после одређеног рока за прекид операција, све док није у 17:30 часова избила на Облавске висове и пресекла комуникацију Куманово — Страцин. Дунавска дивизија, водећи готово цео дан упорну борбу с непријатељем, избила је у раним поподневним часовима на линију Островица — Вакуф. Комбиновани коњички пук, који је образован од дивизијских ескадрона под командом мајора Миљковића, упућен је да пресече железничку пругу Скопље - Куманово. Француска 17. колонијална дивизија, која је тога дана ушла у састав 1. армије, остала је у рејону Чардаклија — Горњи и Доњи Балван, у који је стигла претходног дана.
Избијањем Моравске и Дринске дивизије у рејону Страцина и Обловских висова, пресечена је последња комуникација немачке 11. армије према Бугарској. Тиме је довршено стратегијско опкољавање ове армије. На правцу надирања српске 1. армије, у рејону Куманово-Страцин, налазили су се бугарска 2. и 4. дивизија и још неки делови из састава 61. корпуса. Општу команцу над тим трупама, чији се број ценио на око 40-50.000 људи, са правима команданта армије, имао је командант 4. дивизије генерал Киселев. Према одредбама Конвенције, ове трупе, будући да су се у тренутку ступања на снагу примирја затекле источно од скопског меридијана, требало је да одмах положе оружје и да се затим пусте да оду у Бугарску. Међутим, бугарска групација у рејону Куманово-Страцин није разоружана све до 3. октобра 1918. Немачка команда је, наиме, изјавила да не признаје закључено примирје и да ће операције бити настављене. У исто време, она је постојећу испреплетаност у командовању и измешаност јединица искористила да утиче на бугарске команданте да се на бојишту обележи демаркациона линија и да она буде што повољнија како би немачке трупе добиле у времену за извлачење и поседање нових одбрамбених положаја. Бугарски команданти су, са своје стране, покушавали да једностраним тумачењем одредаба Конвенције избегну предају оружја и своје јединице, борбено способне, врате у земљу. Ипак, српске трупе добиле су упутство да што пре разоружају бугарску војску и похватају немачке делове који су се повлачили према северу, али да при том настоје да избегну оружане инциденте с Бугарима и да их присиле да на миру положе оружје. Под разним изговорима, Бугари су избегли да 30. септембра 1918. по подне предају оружје. Пошто је прозрео намере непријатеља, војвода Бојовић је наредио Дунавској дивизији да у току сутрашњег дана неодложно продужи надирање ка Куманову и, уколико јој се непријатељ супротстави, да га енергично нападне. Дринска и Моравска дивизија добиле су задатак да потпомогну Дунавску дивизију и да, у том циљу, прилагоде своје борбене поретке за дејство у правцу Куманова. Сутрадан командант Дунавске дивизије пуковник Драгомир Милојевић обавестио је бугарског генерала Киселева да има задатак да у току дана заузме Куманово, тражећи да му се бугарске трупе уклоне с пута јер ће, у противном, прокрчити себи пут оружјем. Упркос тој претњи, Бугари су настојали да под разним изговорима омету наступање Срба према Куманову. Али суочивши се са одлучношћу Дунавске дивизије, која се развила за напад, бугарска 4. дивизија се повукла ка нагоричанским положајима, где се већ налазила 2. дивизија. Тако је Дунавска дивизија потискујући бугарске трупе испред себе, 1. октобра 1918. пред вече стигла пред Куманово.
Предаја Бугара код Младог Нагоричана
Пошто су се две бугарске дивизије налазиле груписане код Нагоричана, испред Дринске дивизије, Бугари су, као и претходног дана, под разним изговорима одбијали да положе оружје. Тек пошто је командант Дринске дивизије пуковник Крста Смиљанић упутио поруку команданту бугарских трупа да ће без одлагања предузети напад, генерал Киселев је 2. октобра по подне наредио да трупе положе оружје. Код Младог Нагоричана положили су оружје 2. и 4. дивизија и други мањи бугарски делови из састава немачког 61. корпуса. Том приликом је заплењено 46.800 пушака, 80 топова и сва опрема. Људство је одмах, преко Криве Паланке, упућено у Бугарску. Друге четири бугарске дивизије, које су биле у саставу немачког 62. корпуса, пошто су се затекле западно од скопског меридијана, разоружане су и задржане у заробљеништву. Том приликом су заробљени 3 генерала, 15.000 официра и 77.000 војника, а заплењено је око 400 топова, 10.000 коња, 20.000 грла товарне стоке и огромне количине ратног материјала. Услед брзих покрета у прве две недеље офанзиве није се могло тачно утврдити колико је заробљено непријатељских војника, официра и заплењено ратног материјала. Рaчyнa се да је број заробљених Бугара и Немаца пре бугарске капитулације достигао цифру од око 15.000 људи, од којих је највећи број пао у руке српске војске. Према томе, укупно је заробљено око 110.000 људи, не рачунајући оно људство које је после разоружавања пуштено да оде у Бугарску, и заплењено око 800 топова. Осим тога, цела бугарска војска од преко 600.000 људи избачена је из рата. Сазнавши за бугарску капитулацију, немачки цар Виљем II je, огорчен на своје бугарске савезнике, упутио бугарској Врховној команди следећи телеграм:
Шездесет две хиљаде српских војника одлучило је исход рата. Срамота!

## Након бугарске капитулације
Чим је немачка Врховна команда сазнала да је у Солуну постигнут споразум о примирју између Бугарске и савезника, маршал Лудендорф и Хинденбург су 29. септембра 1918. затражили од владе да се обрати непријатељима за примирје, изјављујући да је „слом бугарског фронта пореметио све њихове диспозиције". Пораз Бугарске, према немачком службеном мишљењу, имао је одлучујуће последице по даљи ток и завршетак првог светског рата. „Без ефикасне помоћи Бугарске (ујесен 1915. године), Централне силе не би могле да реше тежак задатак на Балкану. Њено отпадање (у јесен 1918. године) створило је празнину на фронту, која се више није могла затворити.
Питање војне параде савезника у Софији
Полазећи од доприноса српске војске сламању непријатељског фронта у Македонији и избацивању Бугарске из рата, што је имало значајне последице на даљи ток и трајање рата у целини, неки српски команданти, а доцније и писци сматрали су да је од стране генерала Франше д’Епереа и савезничке дипломатије учињена неправда српској војсци што јој је ускраћен улазак у Бугарску и да јој се, на тај начин, није дало морално задовољење као победничкој војсци, ипак таква је одлука донесена у споразуму са српским владајућим круговима. Осим тога, српска војска, због свог народног карактера, није тежила одмазди за злочине што су их починиле непријатељске окупационе трупе у Србији. Уосталом, било је предвиено да у победничком симболичном дефилеу кроз Софију, заједно са осталим савезничким трупама, учествује и један српски пук. Будући да Немачка и Аустроугарска нису признале солунско примирје и да су убрзано прикупљале своје трупе у Србији ради организовања нове линије фронта, војничка ситуација је императивно захтевала да се, с обзиром на споре покрете савезничких трупа, ангажује и последњи српски војник и с несмањеном енергијом наставе операције на север да се неприј атељу онемогући консолидација на новим положајима. То је било приоритетније него да се парадира у престоници побеђене Бугарске. Најзад, није постојала ни политичка потреба за уласком српске војске у Бугарску, јер је српска влада, у сагласности са савезницима обновила свој суверенитет и своју управу у Македонији. Ту је добила и струмичку област, која је по Букурешком миру 1913. уступљена Бугарској. Тако да је успостављена демаркација на старој бугарској граници.